# Krater Dolomieu

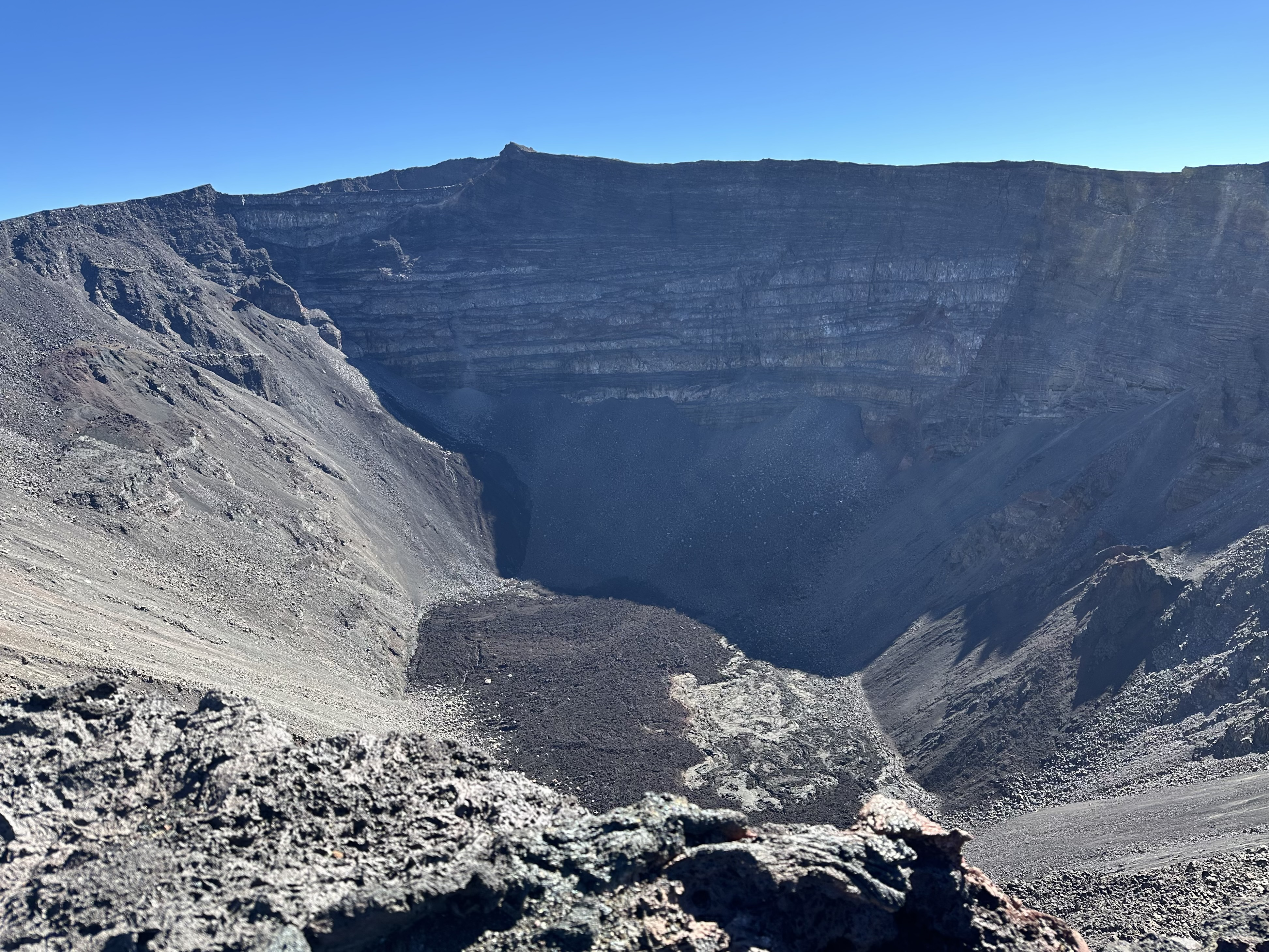
Krater Dolomieu, 2024

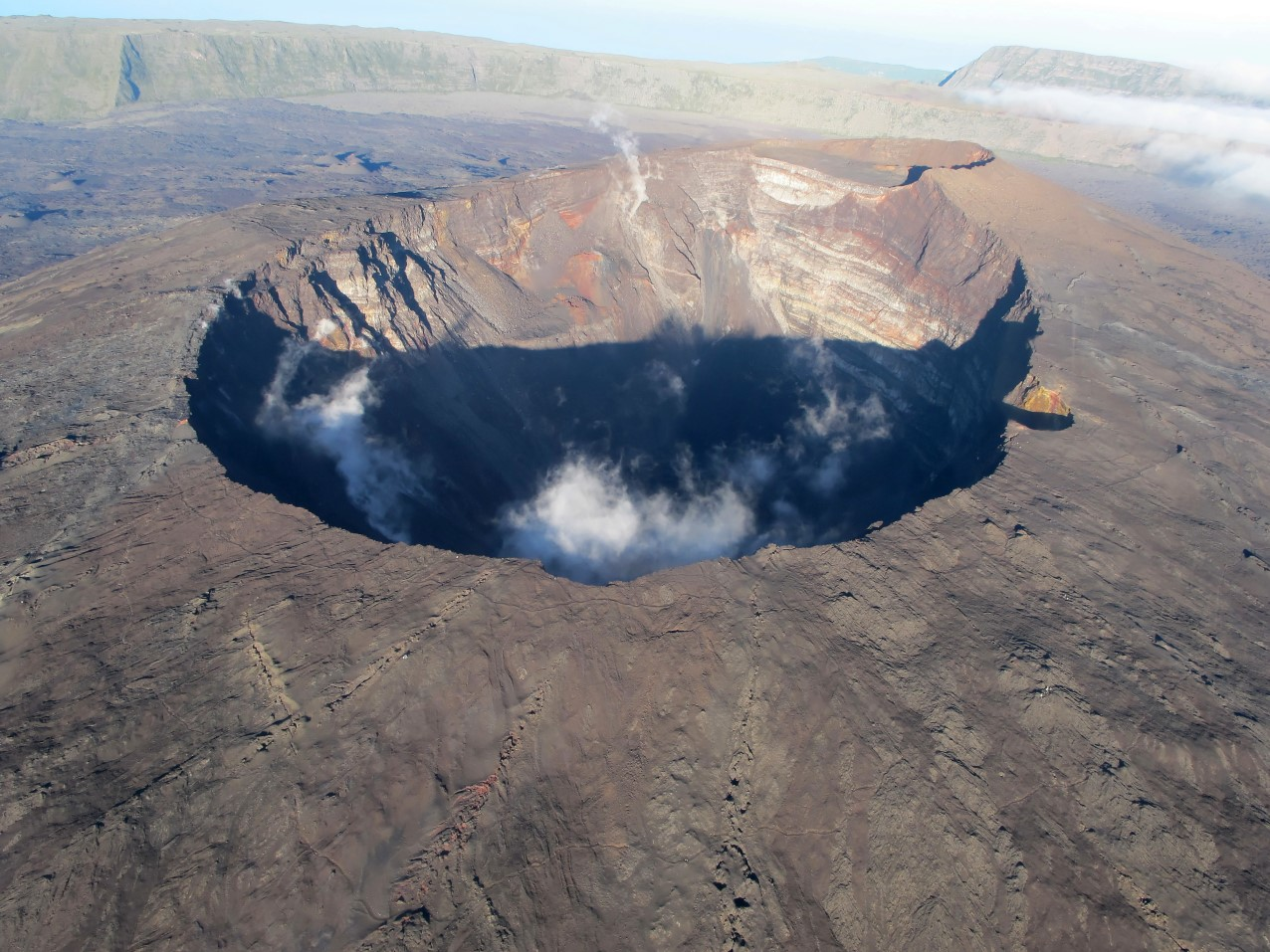
Luftaufnahme von Osten, 2010

Der Krater Dolomieu (französisch Cratère Dolomieu) ist der Hauptkrater des Vulkans Piton de la Fournaise auf der im Indischen Ozean gelegenen französischen Insel Réunion.
Der Krater erhebt sich zentral aus der Caldera Enclos Fouqué des aktiven Vulkans und erreicht am Rand eine Höhe von 2522 Metern. Der Krater ist etwa 1000 Meter lang und 500 Meter breit, sein Boden liegt etwa 300 Meter tiefer. Unmittelbar westlich grenzt der deutlich kleinere Krater Bory an. Benannt ist der Krater nach dem französischen Geologen und Mineralogen Déodat Gratet de Dolomieu.
Zum Kraterrand führt vom Pas de Bellecombe-Jacob durch die Enclos Fouque ein mit weißen Punkten markierter Wanderweg. Der Pass wird bei Vulkanaktivitäten gesperrt.
Der nördliche Teil des Kraters gehört zur Gemeinde Sainte Rose, der südliche zu Saint-Philippe.
Beim Ausbruch vom 2. April 2007 brach der Krater ein, sein Boden sank um etwa 300 Meter ab.